# Melithreptus
Melithreptus – rodzaj ptaków z rodziny miodojadów (Meliphagidae).

## Zasięg występowania
Rodzaj obejmuje gatunki występujące w Australii, na Tasmanii i Nowej Gwinei.

## Morfologia
Długość ciała 11–15 cm; masa ciała 11–30 g.

## Systematyka
Rodzaj zdefiniował w 1816 roku francuski ornitolog Louis Jean Pierre Vieillot w publikacji swojego autorstwa Analyse d’une nouvelle ornithologie élémentaire. Gatunkiem typowym jest miodopoik czerwonobrewy (Melithreptus lunatus).

### Etymologia
- Melithreptus (Melitihreptus, Melitreptus, Mellithreptus, Melithreptes, Melitreptes, Melethreptus): gr. μελιθρεπτος melithreptos „karmiony miodem”, od μελι meli, μελιτος melitos „miód”; θρεπτικα threpta „karmienie”[17].
- Drepanis: gr. δρεπανη drepanē lub δρεπανηις drepanēis „sierp”, od δρεπω drepō „wyrywać”[18].
- Gymnophrys (Gymophrys): gr. γυμνος gumnos „goły, nagi”; οφρυς ophrus, οφρυος ophruos „brew”[19]. Typ nomenklatoryczny: Gymnophrys torquatus Swainson, 1837 (= Certhia lunata Vieillot, 1802).
- Haematops (Hoematops): gr. αἱμα haima, αἱματος haimatos „krew”; ωψ ōps, ωπος ōpos „oko”[20]. Typ nomenklatoryczny: Certhia lunata Vieillot, 1802.
- Dialis: łac. dialis „eteryczny”, od mitol. Dis, Ditis „bóg”[21].

### Podział systematyczny
Do rodzaju należą następujące gatunki:
- Melithreptus gularis (Gould, 1837) – miodopoik czarnobrody
- Melithreptus brevirostris (Vigors & Horsfield, 1827) – miodopoik brązowogłowy
- Melithreptus validirostris (Gould, 1837) – miodopoik wielkodzioby
- Melithreptus albogularis Gould, 1848 – miodopoik białogardły
- Melithreptus lunatus (Vieillot, 1802) – miodopoik czerwonobrewy
- Melithreptus affinis (Lesson, 1839) – miodopoik czarnogłowy
- Melithreptus chloropsis Gould, 1848 – miodopoik białobrewy